# Риу-ди-Моиньюш (Пенафиел)
Риу-де-Моиньюш (порт. Rio de Moinhos) — район (фрегезия) в Португалии, входит в округ Порту. Является составной частью муниципалитета Пенафиел. По старому административному делению входил в провинцию Дору-Литорал. Входит в экономико-статистический субрегион Тамега, который входит в Северный регион. Население составляет 2977 человек на 2001 год. Занимает площадь 7,56 км².
Покровителем района считается Мартин Турский (порт. São Martinho de Tours).